# Mass Appeal Madness
Mass Appeal Madness è il quarto EP dei Napalm Death. Venne pubblicato nel 1991 dalla Earache Records ed è dedicato alla memoria di Roger Patterson, componente del gruppo death metal Atheist che morì lo stesso anno.

## Tracce
1. Mass Appeal Madness – 3:29
2. Pride Assassin – 2:05
3. Unchallenged Hate – 2:07
4. Social Sterility – 1:13

## Formazione
- Mark "Barney" Greenway - voce
- Shane Embury - basso
- Mitch Harris - chitarra
- Jesse Pintado - chitarra
- Mick Harris - batteria